# Commodore CDTV
De Commodore CDTV was een multimediaplatform van Commodore International. Technologisch gezien was het toestel niet meer dan een Amiga 500-variant in een behuizing die sterk leek op deze van de toenmalige HiFi-muziekinstallaties. Verder had de CDTV nog een speler voor cd-roms (die werkte op enkelvoudige snelheid) en een ingebouwde MIDI-kaart. Commodore omschreef het product als een "alles-in-een multimedia systeem voor thuisgebruik" en niet zozeer als een computer, vandaar dat de merknaam "Amiga" ook niet op het toestel stond vermeld. In dat opzicht richtte het toestel zich op dezelfde doelgroep als de Philips CD-i. Echter kwam de markt van dergelijke multimedia systemen niet op gang en flopten zowel de CDTV als de CD-i.
De CDTV kwam eerst in Noord-Amerika op de markt in maart 1991. Naast het hoofdtoestel zat in de verpakking nog een afstandsbediening en twee titels. Commodore trachtte in eerste instantie de toenmalige Amiga-gebruikers te overtuigen om over te schakelen naar een CDTV. Echter vond de gebruikersgemeenschap dat de CDTV niet meer was dan een Amiga met een speler voor cd-rom's, wat op enkele details ook daadwerkelijk zo was. Daarbij kwam dat Commodore niet veel later een cd rom-speler uitbracht voor Amiga-computers: de A570. Aangezien de CDTV en Amiga onderling compatibel waren, kon men dus ook heel wat titels voor CDTV op Amiga spelen. Om de CDTV meer te promoten, bracht Commodore later nog een expansiepack uit met een extern keyboard, een joystick en diskettelezer. Zo kon men de meeste Amiga-software ook draaien op de CDTV.
Bij lancering van de Amiga CD32 bouwde Commodore een Akiko-chip in het toestel waardoor spellen voor CD32 enkel nog werkten op dit type computer. 
Een ander minpunt was dat CDTV werd geleverd met het besturingssysteem AmigaOS 1.3 terwijl voor de Amiga rond dezelfde tijd AmigaOS 2.0 verscheen.